# Candalides heathi
Candalides heathi is een vlinder uit de familie van de Lycaenidae. De wetenschappelijke naam van de soort is voor het eerst geldig gepubliceerd in 1873 door Cox.

## Ondersoorten
- Candalides heathi heathi
  - = Lycaena paradoxa Guest, 1882
- Candalides heathi aerata (Montague, 1914)
- Candalides heathi alpina Waterhouse, 1928
- Candalides heathi doddi Burns, 1948